# سوسن برازنده
سوسن برازنده (نام علمی: Calochortus elegans) گونه‌ای از گیاهان گلدار از تیرهٔ سوسنیان است که با نام‌های رایج سوسن ماریپوزای برازنده یا گوش گربه‌ای، گوش‌گربه‌ای برازنده یا لاله ستاره‌ای شناخته می‌شود. بومی غرب ایالات متحده از شمال کالیفرنیا تا مونتانا است.
پیاز آن یک سبزی ریشه‌ای وحشی انتخابی است که به صورت پخته خورده می‌شود و برای جلوگیری از گرسنگی می‌توان آن را به صورت خام مصرف کرد.